# 萬波Yuka
萬波ユカ（1992年8月23日—）是一位日本时尚模特。

## 早期生活
万波ユカ生于三重县。18岁以前，她接受过芭蕾舞训练。

## 职业
万波ユカ起初选择了护士这一职业。23岁时，模特经纪公司在Instagram上发现了她，之后万波ユカ就在东京参与了自己的第一场走秀（品牌为芬迪）芬迪。万波ユカ为資生堂、优衣库、纪梵希、盖璞、诺德斯特龙百货公司、Aldo Group以及宝缇嘉拍摄过广告，还登上过《Teen Vogue》、《时尚芭莎》（香港）、CR Fashion Book、《Vogue Italia》以及《Vogue》（美国）等杂志。